# Clinton (Carolina do Sul)
Clinton é uma cidade localizada no estado norte-americano de Carolina do Sul, no Condado de Laurens.

## Demografia
Segundo o censo norte-americano de 2000, a sua população era de 8091 habitantes.
Em 2006, foi estimada uma população de 9034, um aumento de 943 (11.7%).

## Geografia
De acordo com o United States Census Bureau tem uma área de
23,7 km², dos quais 23,6 km² cobertos por terra e 0,1 km² cobertos por água. Clinton localiza-se a aproximadamente 206 m acima do nível do mar.

## Localidades na vizinhança
O diagrama seguinte representa as localidades num raio de 24 km ao redor de Clinton.